# 1522
1522 (MDXXII) a fost un an comun al calendarului iulian, care a început într-o zi de miercuri.

## Evenimente
- Ștefăniță Vodă termină de zidit biserica mănăstirii Sfântul Ioan cel Nou de la Suceava.

## Nașteri
- 28 februarie: Matthias Fronius, jurist sas brașovean (d. 1588)
- 21 martie: Mihrimah, fiica sultanului Soliman I (d. 1578)

## Decese
- 30 iunie: Johann Reuchlin  (n. 1455)
- 14 noiembrie: Anne a Franței  (n. 1461)
- 22 ianuarie: Teodosie  (n. ?)
- 24 iunie: Elisabeta a Palatinatului (1483–1522)  (n. 1483)
- ianuarie: Vlad al VI-lea Dragomir  (n. ?)
- 11 august: Martin Siebenbürger  (n. 1475)